# ویلیام تسیو
ویلیام تسیو (انگلیسی: William Tesillo؛ زادهٔ ۲ فوریهٔ ۱۹۹۰) بازیکن فوتبال اهل کلمبیا است.
از باشگاه‌هایی که در آن بازی کرده‌است می‌توان به باشگاه فوتبال سانتا فه و باشگاه ورزشی اتلتیکو جونیور اشاره کرد.
وی همچنین در تیم ملی فوتبال کلمبیا بازی کرده‌است.